# راینهارد کولدهوف

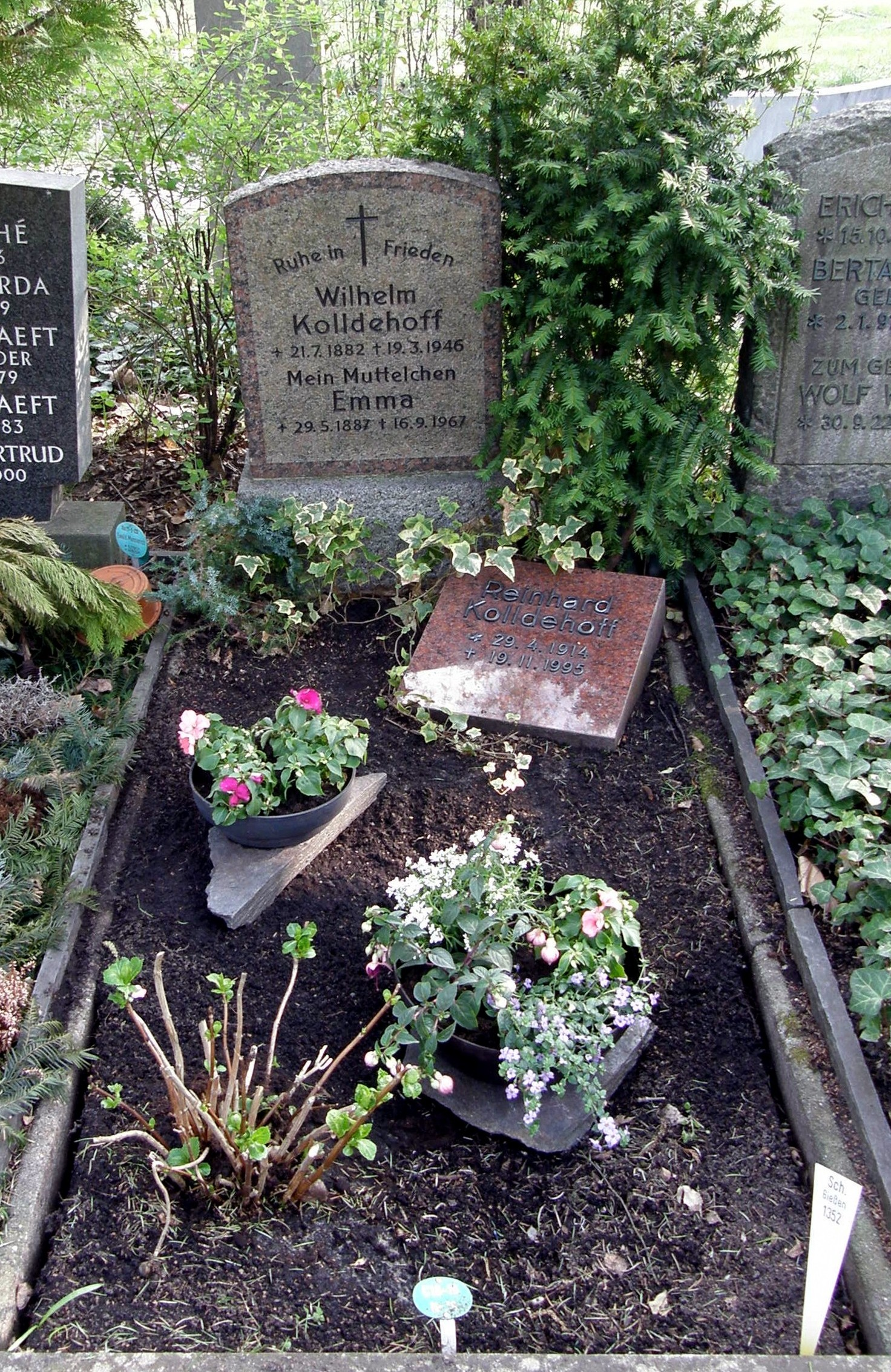
راینهارد کولدهوف هنرپیشه و صداپیشه اهل آلمان

راینهارد کولدهوف (انگلیسی: Reinhard Kolldehoff؛ ۲۹ آوریل ۱۹۱۴ – ۱۸ نوامبر ۱۹۹۵) یک هنرپیشه و صداپیشه اهل آلمان بود. وی بین سال‌های ۱۹۴۱ تا ۱۹۸۸ میلادی فعالیت می‌کرد.
از فیلم‌ها یا برنامه‌های تلویزیونی که وی در آن نقش داشته است، می‌توان به دوستت دارم… من هم نه، دختر درامر کوچک، زن انگلیسی رمانتیک، زنگ تفریح، فرمول، بورسالینو و شرکا.، رولور، دادگاه نظامی ، همه راه‌ها به همین‌جا ختم می‌شود بچه‌ها و عملیات سپیده‌دم اشاره کرد.